# Kalegauk Island
Kalegauk Island är en ö i Myanmar. Den ligger i den södra delen av landet, 500 km söder om huvudstaden Naypyidaw. Arean är 9,5 kvadratkilometer.
Terrängen på Kalegauk Island är platt. Öns högsta punkt är 145 meter över havet. Den sträcker sig 10,4 kilometer i nord-sydlig riktning, och 2,1 kilometer i öst-västlig riktning.